# 沙尔姆 (埃纳省)
沙尔姆（法語：Charmes，法語發音：[ʃaʁm] ⓘ）是法国上法蘭西大區埃纳省的一个市镇，属于拉昂区。

## 地理
沙尔姆（49°39'4"N, 3°22'40"E）面积3.66 平方千米，位于法国上法蘭西大區埃纳省，该省份为法国北部内陆省份，北起北部省，西接索姆省和瓦兹省，东临阿登省和马恩省，西南至塞纳-马恩省，东北部与比利时接壤。
与沙尔姆接壤的市镇（或旧市镇、城区）包括：昂德兰、贝托库尔-埃普尔通、达尼济、拉费尔、罗热库尔。

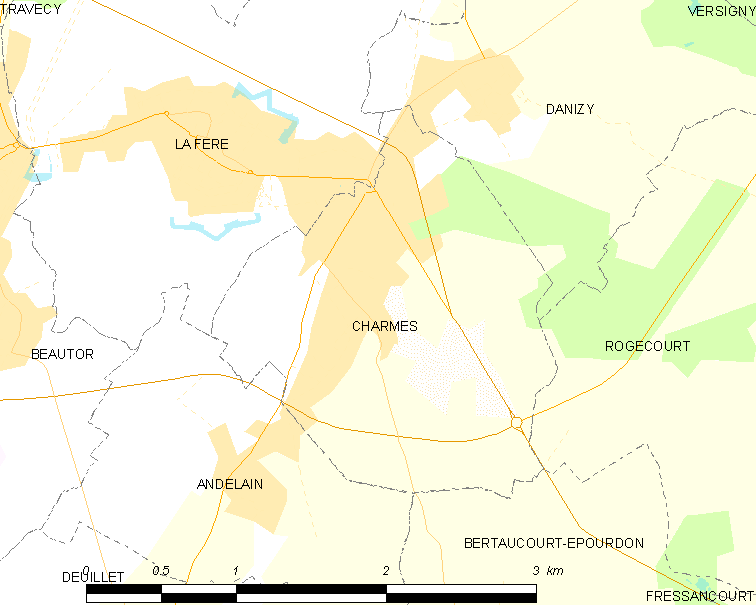
的OSM定位图

沙尔姆的时区为UTC+01:00、UTC+02:00（夏令时）。

## 行政
沙尔姆的邮政编码为02800，INSEE市镇编码为02165。

## 政治
沙尔姆所属的省级选区为泰爾尼耶縣。

## 人口

1962-2008年间人口变化图示

沙尔姆于2022年1月1日时的人口数量为1596人。